# Dade County, Missouri
Dade County är ett administrativt område i delstaten Missouri, USA, med 7 883 invånare. Den administrativa huvudorten (county seat) är Greenfield. 

## Geografi
Enligt United States Census Bureau har countyt en total area på 1 311 km². 1 270 km² av den arean är land och 41 km² är vatten.

### Angränsande countyn
- Cedar County - nord
- Polk County - nordost
- Greene County - sydost
- Lawrence County - syd
- Jasper County - sydväst
- Barton County - väst

### Orter
- Arcola
- Dadeville
- Everton
- Greenfield (huvudort)
- Lockwood
- South Greenfield